# Omerkhan daira
Omerkhan Daira is een census town in het district Rangareddy van de Indiase staat Telangana. 

## Demografie
Volgens de Indiase volkstelling van 2001 wonen er 7258 mensen in Omerkhan Daira, waarvan 60% mannelijk en 40% vrouwelijk is. De plaats heeft een alfabetiseringsgraad van 73%. 